# بورصة نيجيريا
تأسست بورصة نيجيريا في عام 1961 باسم «لاغوس للأوراق المالية». في عام 1977، تم تغيير اسمها من لاغوس للأوراق المالية إلى «البورصة النيجيرية». في 31 مايو 2018، كان لديها 169 شركة مدرجة بإجمالي قيمة سوقية تزيد عن 13 تريليون ين. جميع القوائم مدرجة في مؤشر جميع الأسهم في البورصة النيجيرية. من حيث القيمة السوقية، تعد البورصة النيجيرية أكبر بورصة في إفريقيا.  

## التاريخ
تأسست البورصة النيجيرية في عام 1960 باسم لاغوس للأوراق المالية، في 15 سبتمبر 1960، تم افتتاح مجلس البورصة. بدأت العمليات رسمياً في 25 أغسطس 1961 حيث تم إدراج 19 ورقة مالية للتداول، لكن العمليات غير الرسمية بدأت في وقت سابق في يونيو 1961. تم إجراء العمليات في البداية داخل مبنى البنك المركزي مع وجود أربع شركات في البورصة كمتداولين في السوق. بلغ حجم أغسطس 1961 حوالي 80,500 جنيه إسترليني وارتفع إلى حوالي 250,000 جنيه في سبتمبر من نفس العام مع الجزء الأكبر من الاستثمارات في الأوراق المالية الحكومية. في ديسمبر 1977، أصبحت تعرف باسم البورصة النيجيرية، مع وجود فروع لها في بعض المدن التجارية الرئيسية في البلاد.